# 采列

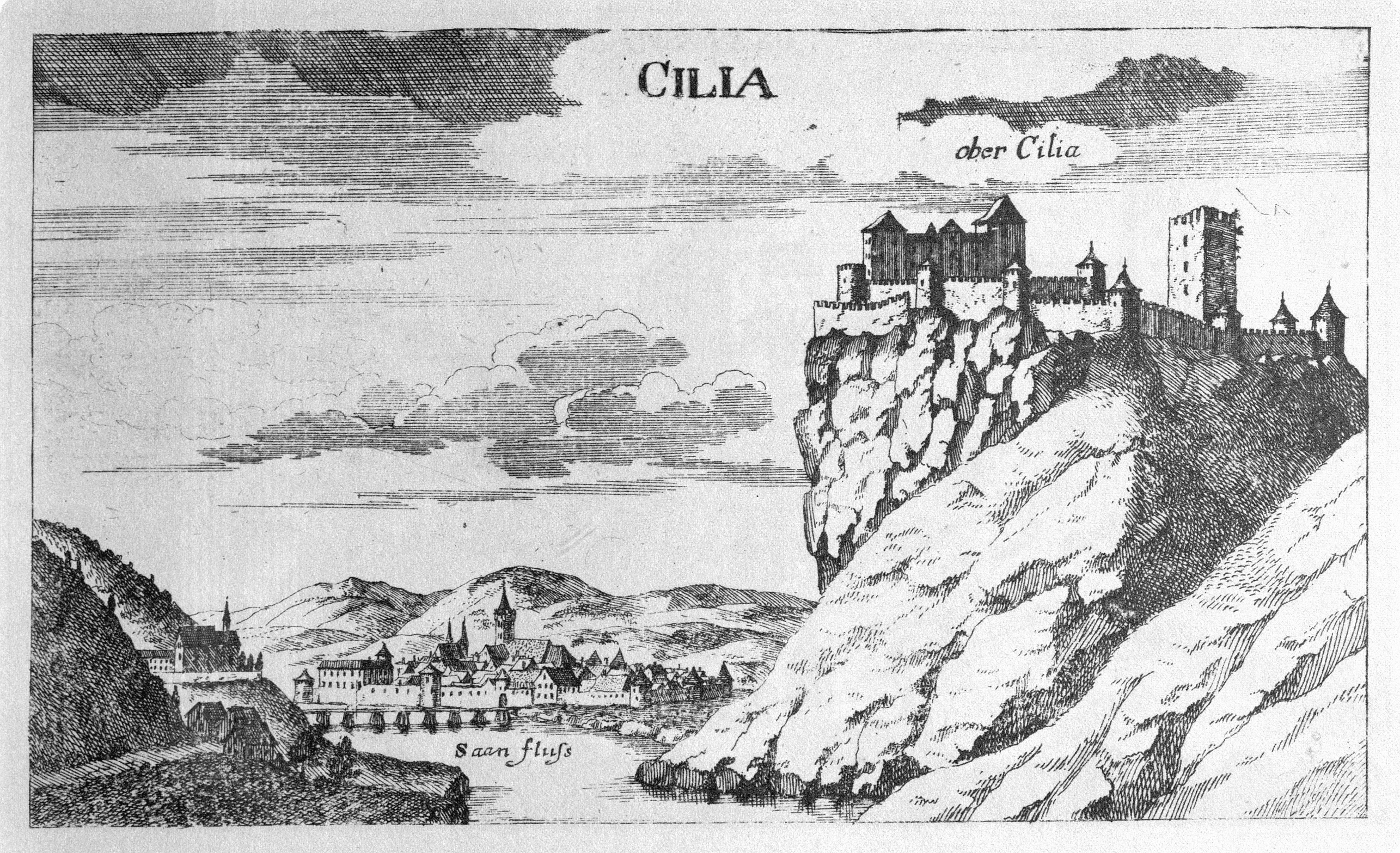
采列，喬治·馬特烏斯·維舍爾，《施蒂里亞公國的地形》，格拉茲，1681年

采列（發音：[ˈtsɛ̀ːljɛ] ⓘ，發音：[ˈtsɪli] ⓘ）是斯洛文尼亚的第四大城市，傳統地区下施蒂利亚的中心，也是采列城市市鎮的行政中心。采列是一座典型的中欧城市，位于萨维尼亚河、洛日尼察河和沃格拉伊纳河的汇流点。
采列城堡曾是斯洛維尼亞最大的防禦工事。

## 友好城市
- 德国格雷文布罗赫（自1986年起）
- 德国辛根（自1990年起）